# Vechta
Vechta (phát âm tiếng Đức: [ˈfɛçta]) là đô thị thủ phủ của huyện Vechta trong bang Niedersachsen, nước Đức. Đô thị Vechta có diện tích 87,8 km².

## Kết nghĩa
- Pays Léonard, Pháp
- Saint-Pol-de-Léon, Pháp
- Jászberény, Hungary
- Seguin, Texas
- Starachowice, Ba Lan